# Poor Man's 500
Poor Man's 500 var ett Nascar-lopp ingående i Nascar Grand National Series (nuvarande Nascar Cup Series) som kördes på den 0,5 mile (0,804 km) långa ovalbanan Canfield Speedway i Canfield i Ohio 1950–1952.

## Vinnare genom tiderna
| Säsong | Datum  | Nr | Förare          | Team/bilägare   | Konstruktör | Distans | Distans       | Tid     | Snitthastighet (mph) | Rapport | Ref   |
| Säsong | Datum  | Nr | Förare          | Team/bilägare   | Konstruktör | Varv    | Miles (km)    | Tid     | Snitthastighet (mph) | Rapport | Ref   |
| ------ | ------ | -- | --------------- | --------------- | ----------- | ------- | ------------- | ------- | -------------------- | ------- | ----- |
| 1950   | 30 maj | 60 | Bill Rexford    | Julian Buesink  | Oldsmobile  | 200     | 100 (160,934) | 2:22.44 | 42,036               | Rapport | [ 1 ] |
| 1951   | 30 maj | 6  | Marshall Teague | Marshall Teague | Hudson      | 200     | 100 (160,934) | 2:01.41 | 54,233               | Rapport | [ 2 ] |
| 1952   | 30 maj | 92 | Herb Thomas     | Herb Thomas     | Hudson      | 200     | 100 (160,934) | 2:04.51 | 48,057               | Rapport | [ 3 ] |